# Gilgen (Wüstung)

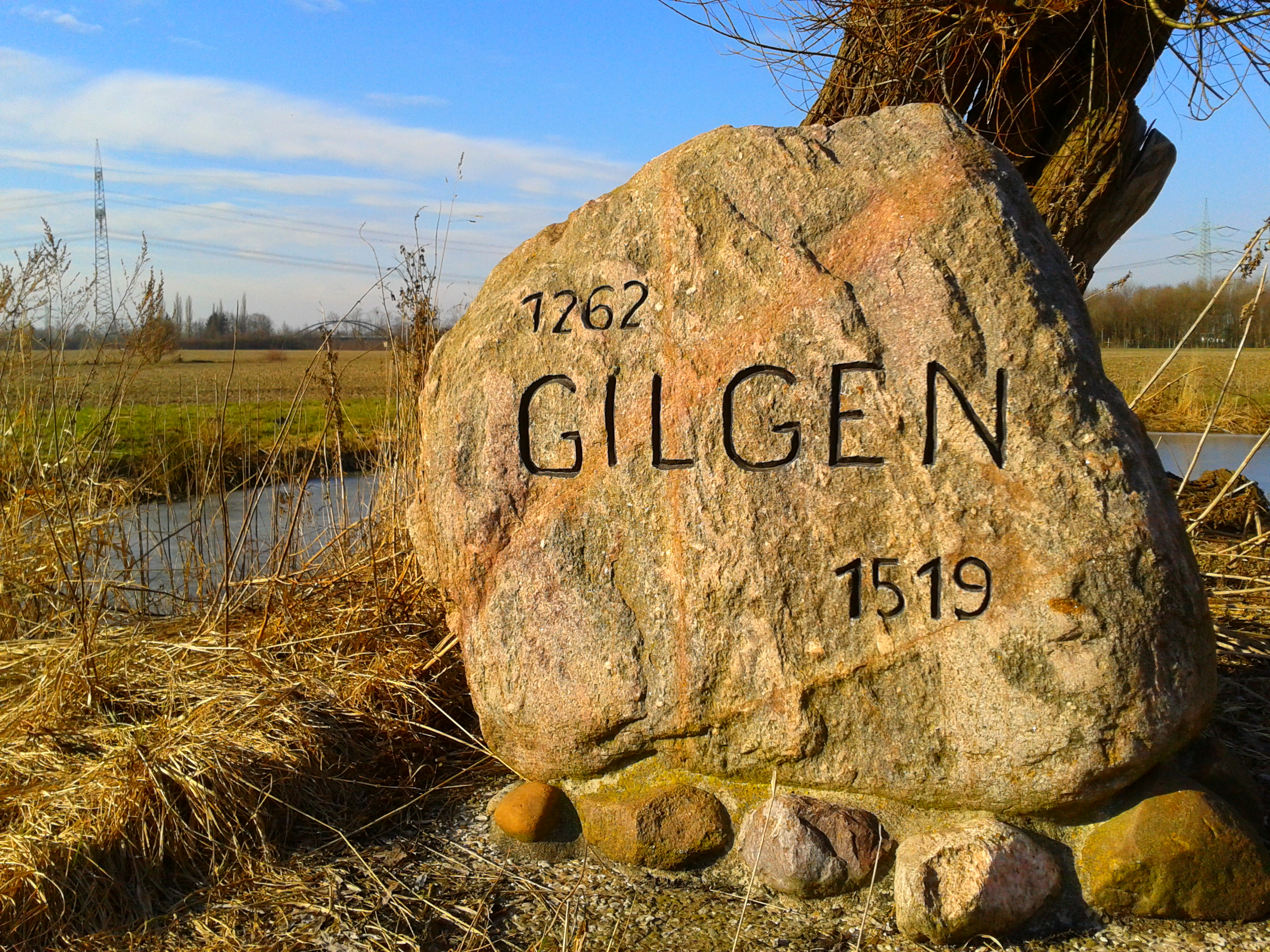
Gedenkstein an der früheren Dorfstelle von Gilgen

Die Wüstung Gilgen ist eine 1262 erstmals erwähnte, aber 1519 aufgegebene Siedlung nahe dem Ortsteil Haimar der Stadt Sehnde.

## Lage
Die Wüstung Gilgen liegt zwischen den Orten Haimar und Mehrum sowie zwischen dem nördlich gelegenen Mittellandkanal und der südlich verlaufenden Bundesstraße 65.

## Geschichte
Der Ort Gilgen fand erstmals 1262 urkundliche Erwähnung. Er verfügte über ca. 27 Wohnstellen und laut einer Sage auch über eine Kirche.
Im Verlauf der Hildesheimer Stiftsfehde von 1519 bis 1523 wurde der Ort bereits zu deren Beginn zerstört. Die dort ansässigen Personen siedelten offenbar nach Haimar um.